# イシュトヴァーン・アンタル
イシュトヴァーン・アンタル（ハンガリー語: István Antal、1909年1月27日 - 1978年9月25日）は、ハンガリー出身のピアニスト。

## 経歴
1909年、ブダペストで数学者のマールク・アンタルの息子として生まれた。1925年にウィーン音楽院に留学してピアノを学び、卒業後にベルリンに出てレオニード・クロイツァーの薫陶を受けた。1937年に帰国してからはイシュトヴァーン・シュトラッサーとレオ・ヴェイネルに作曲と音楽理論を学んだ。
1945年からハンガリー国立音楽高校のピアノ講師となり、1948年から亡くなるまでフランツ・リスト音楽院で後進の指導に当たった。1954年にフランツ・リスト賞を贈られ、翌年にはハンガリー政府から功労芸術家の称号を受けた。
1978年、ブダペストにて没。

## 家族・親族
- 父：マールク・アンタルは数学者。
- 兄：ヤーノシュ・アンタルは詩人。